# 夢の星のボタンノーズ
『夢の星のボタンノーズ』（ゆめのほしのボタンノーズ）は、1985年10月19日から1986年4月26日まで、テレビ朝日系列で放送されていたテレビアニメである。朝日放送（ABC）とサンリオの共同制作。放送枠は、毎週土曜19:00 - 19:30（JST）。全26話。
サンリオ初のテレビアニメーションであり、サンリオのキャラクター・ボタンノーズを主人公としたアニメ。サンリオの公式設定ではボタンノーズの本名はトリシュだが、アニメの中ではトリシュではなく、ボタンノーズである。
映像自体は1983年に既に完成していたが、実際にテレビ放送されたのは、それから2年後となった。

## あらすじ
カリトントウ星のフックランド王国の王家の血を引くボタンノーズは、いちご研究所で暮らす8歳の少女。ある日彼女は、成りゆきでカリトントウ星を訪れた際に叔父で国王のファスナー公爵に王位を継承させられる。こうしてフックランド王国の国王となったボタンノーズは、フックランドで愉快な日々を送ることになる。

## 登場キャラクター
- ボタンノーズ - 室井深雪[2]（現・深雪さなえ）
- フランクリン - まさごろ
- チクタクボン - 神谷明
- ファスナー公爵 - 八奈見乗児
- フラワー王子 - 安達忍
- 侍従長 - 大竹宏
- クリップ - 小宮和枝
- ピアス - 佐久間レイ

## 制作

### 音楽
本作は作曲家・田中公平にとって初めての劇伴作品である。田中が2021年の「ファミ通」とのインタビューの中で語ったところによると、当初参加するはずだった別の作曲家が辞退したということで、1週間後にオーケストラが76曲を収録する予定を告げられたうえで依頼されたといい、それらを3日半で制作し、打ち込みまで行ったと田中は話している。なお、その時にアシスタントとして参加していた佐々木史朗はのちに音楽プロデューサーとなり、『トップをねらえ!』や天外魔境シリーズなどにかかわっている。

## スタッフ
- 企画・原案：富岡厚司[2]（サンリオ）
- プロデューサー：鍋島進二（朝日放送）、波多野恒正（サンリオ）
- チーフディレクター：波多正美
- オリジナルキャラクターデザイン：広瀬昌代
- キャラクターデザイン・作画監修：山本繁
- 原画：服部美和子、浜田悦子、中島薫、大西治子、若林宣昭、木村正人、吉田正宏、渡部高志、山田光洋、宮尾岳、千田幸也、大久保富彦、細谷満、他
- 動画：米山幸子、伊藤育一、高橋幸江、斉藤喜代子、水谷貴代、天野順子、坂野方子、升谷弘子、他
- 美術設定：阿部行夫
- 美術監督：清水一利
- 撮影：阿部照男、野田健司、奥田浩一、於本広康、他
- 編集：木田伴子
- 音楽：田中公平
- 音響監督：山田悦司
- 音響効果：柏原満
- 録音技術：中戸川次男
- 音響プロデューサー：浦上靖夫
- 音響制作：オーディオ・プランニング・ユー
- 現像：IMAGICA
- 制作担当：成川誠一郎
- 制作進行：室永昭司、山内直史、藤本義孝、押切直之、他
- 制作協力：トップクラフト（※フィルムクレジット上はノン・クレジット）
- 製作：朝日放送、サンリオ
- 著作：株式会社サンリオ（※フィルムクレジット上はノン・クレジット）

## 主題歌
オープニングテーマ - 『KISSをさせてよ!』
エンディングテーマ - 『ベーッ!』
作詞 - 秋元康 / 作曲 - 白井良昭 / 編曲 - 川村栄二 / 歌 - まさごろ
※シングルレコード：ビクター音楽産業、レコードNo.KV-3072
（1985年10月20日発売）
※サウンドトラックレコード：ビクター音楽産業、レコードNo.JBX-25083、ミュージックテープNo.VCK-6167
（1985年12月16日発売）
※CDアルバム：「トイキャラポップコレクション Vol.2 ファンシー&カワイイ編」（ウルトラ・ヴァイヴ、2017年3月22日、CDSOL-1781）26・27曲目に上記の主題歌2曲が収録されている。

## 放送リスト
| 話数 | サブタイトル               | シナリオ   | 画コンテ | 演出     | 作画監督 | 放送日          |
| ---- | -------------------------- | ---------- | -------- | -------- | -------- | --------------- |
| 1    | ようこそフックランドへ     | 金春智子   | 波多正美 | 波多正美 | 松山まや | 1985年 10月19日 |
| 2    | 魔法の黄いちご             | 高屋敷英夫 | 波多正美 | 波多正美 | 松山まや | 10月26日        |
| 3    | 王様の初仕事               | 高屋敷英夫 | 棚沢隆   | 棚沢隆   | 小林一幸 | 11月2日         |
| 4    | ブレスレット母娘のたくらみ | 高屋敷英夫 | 波多正美 | 波多正美 | 松山まや | 11月9日         |
| 5    | 禁じられた洞窟             | 金春智子   | 竹内啓雄 | 波多正美 | 松山まや | 11月16日        |
| 6    | イチゴ酒飲みの小さなホビタ | 金春智子   | 加藤雄治 | 小熊公晴 | 遠藤裕一 | 11月23日        |
| 7    | ぼく王様になりたいの       | 寺田憲史   | 山田勝久 | 山田勝久 | 小原秀一 | 11月30日        |
| 8    | 百年目のお客さま           | 金春智子   | 山田勝久 | 山田勝久 | 小原秀一 | 12月7日         |
| 9    | お花の国のハチミツ列車     | 寺田憲史   | 福島一三 | 波多正美 | 松山まや | 12月14日        |
| 10   | アルバイトは大忙し         | 金春智子   | 山田勝久 | 山田勝久 | 小原秀一 | 12月21日        |
| 11   | 煙突掃除にご用心           | 寺田憲史   | 加藤雄治 | 小熊公晴 | 遠藤裕一 | 12月28日        |
| 12   | チクタクボンの家出         | 高屋敷英夫 | 棚沢隆   | 棚沢隆   | 小林一幸 | 1986年 1月11日  |
| 13   | 竜にのろわれた村           | 金春智子   | 高垣幸蔵 | 高垣幸蔵 | 小原秀一 | 1月18日         |
| 14   | 友情のペンダント           | 高屋敷英夫 | 加藤雄治 | 波多正美 | 松山まや | 1月25日         |
| 15   | ガラスの靴をさがせ         | 金春智子   | 広川和之 | 小熊公晴 | 遠藤裕一 | 2月1日          |
| 16   | さよならキャプテン         | 高屋敷英夫 | 山田勝久 | 山田勝久 | 小原秀一 | 2月8日          |
| 17   | ラリーは危機一髪           | 高屋敷英夫 | 棚沢隆   | 棚沢隆   | 小林一幸 | 2月15日         |
| 18   | おかしなおかしな同級生     | 寺田憲史   | 小熊公晴 | 小熊公晴 | 松山まや | 2月22日         |
| 19   | 金色のたまご               | 高屋敷英夫 | 棚沢隆   | 棚沢隆   | 小林一幸 | 3月1日          |
| 20   | マジック少女プリン         | 寺田憲史   | 加藤雄治 | 波多正美 | 松山まや | 3月8日          |
| 21   | パーティーにご用心         | 寺田憲史   | 山田勝久 | 高垣幸蔵 | 小原秀一 | 3月15日         |
| 22   | 鉄仮面の騎士               | 寺田憲史   | 棚沢隆   | 棚沢隆   | 小林一幸 | 3月22日         |
| 23   | 気のいい死神               | 高屋敷英夫 | 棚沢隆   | 棚沢隆   | 小林一幸 | 3月29日         |
| 24   | 森の妖精ボタン             | 照井啓司   | 高垣幸蔵 | 高垣幸蔵 | 小原秀一 | 4月5日          |
| 25   | 真夜中の友だち             | 金春智子   | 広川和之 | 波多正美 | 松山まや | 4月12日         |
| 26   | SEE YOU AGAIN              | 金春智子   | 小熊公晴 | 小熊公晴 | 松山まや | 4月19日         |

## 再放送・ビデオソフト化
- 2000年、CS放送『キッズステーション』の「ハローキティとゆかいななかま」枠と、単独枠で二度の再放送が行われた。
- 最初のビデオ化は1985年で、ビクター音楽産業（VMI）から1巻2話ノーカット収録、12話分全6巻がVHSソフト化された。この時のビデオマスターは朝日放送(ABC)で放送した際の放送マザーと同一の物で、ニュープリント＆磁気音声のクリアな音が特徴的だった。
- 二度目のビデオ化は1996年で、サンリオビデオから1巻2話収録、8話分全4巻がVHSソフト化された。但し、1985年のビデオ化時に使用したビデオマスターを転用した物ではなく、カット版で第1話から第8話までのソフト化で打ち切られた。以降、本作の映像ソフト再発売(DVD化も含む)は一切行われていない。

## ネット局
同時ネット局は全てテレビ朝日系列フルネット局。放送日時は個別に出典が掲示されているものを除き、1986年2月中旬 - 3月上旬時点のものとする。
| ネット状況 | 放送時間                | 放送局             | 対象地域       | 備考                                                   |
| ---------- | ----------------------- | ------------------ | -------------- | ------------------------------------------------------ |
| 同時ネット | 土曜 19:00 - 19:30      | 朝日放送           | 近畿広域圏     | 制作局 現・朝日放送テレビ                              |
|            |                         | 北海道テレビ       | 北海道         |                                                        |
|            |                         | 東日本放送         | 宮城県         |                                                        |
|            |                         | 福島放送           | 福島県         |                                                        |
|            |                         | テレビ朝日         | 関東広域圏     |                                                        |
|            |                         | 新潟テレビ21       | 新潟県         |                                                        |
|            |                         | 静岡けんみんテレビ | 静岡県         | 現・静岡朝日テレビ                                     |
|            |                         | 名古屋テレビ       | 中京広域圏     |                                                        |
|            |                         | 瀬戸内海放送       | 香川県・岡山県 |                                                        |
|            |                         | 広島ホームテレビ   | 広島県         |                                                        |
|            |                         | 九州朝日放送       | 福岡県         |                                                        |
|            |                         | 鹿児島放送         | 鹿児島県       |                                                        |
| 遅れネット | 月曜 19:00 - 19:30      | 日本海テレビ       | 鳥取県・島根県 | 日本テレビ系列                                         |
|            | 木曜 16:55 - 17:25      | 南海放送           | 愛媛県         | 日本テレビ系列                                         |
|            | 木曜 17:30 - 18:00      | テレビ熊本         | 熊本県         | 放送当時はフジテレビ系列・テレビ朝日系列のクロスネット |
|            | 月曜 - 金曜 7:30 - 8:00 | 富山テレビ         | 富山県         | フジテレビ系列 1986年7月15日から8月20日まで放送        |
|            | 火曜 16:50 - 17:20      | 長崎放送           | 長崎県         | TBS系列 本放送終了後の1986年に放送                     |